# Crest of a Knave
 Crest of a Knave  je album britské rockové skupiny Jethro Tull, vydané v roce 1987. Peter-John Vettese tentokrát chyběl (Ian Anderson přispěl programováním syntetizerů) a album bylo více založeno na elektrické kytaře Martina Barreho, více než v 70. letech. 

Album dosáhlo příznivé kritiky a komerčního úspěchu, když na udílení cen Grammy za rok 1987 získalo cenu za Nejlepší výkon v kategorii Hard Rock/Metal a J. Tull tak pobili největšího favorita na tuto cenu, skupinu Metallica. Udělení ceny bylo diskutabilní, protože Jethro Tull nebyli mnohými považováni za hard rockovou a tím méně pak za Heavy metalovou skupinu.
Styl alba byl srovnáván s Dire Straits, částečně proto, že Anderson už neměl po prodělané krční operaci takový hlasový rozsah. Album obsahuje populární skladbu "Budapest", která popisuje zákulisní scénu s místní kulisačkou.

## Obsazení
- Ian Anderson: zpěv, kytara a flétna
- Martin Barre: elektrická kytara
- Dave Pegg: baskytara
- Gerry Conway: bicí
- Doane Perry: bicí
- Maartin Allcock: klávesy
- Ric Sanders: housle

## Seznam stop
1. Steel Monkey
2. Farm On The Freeway
3. Jump Start
4. Said She Was A Dancer
5. Dogs In The Midwinter
6. Budapest
7. Mountain Men
8. The Waking Edge
9. Raising Steam

Bonus na remasterovaném CD (2005):
1. Part of the Machine